# Leich
Der Leich (Plural traditionell Leiche, verbreiteter ist jedoch die künstliche Neubildung Leichs; vom germanischen *laikaz, Spiel, Tanz, Bewegung) gehört neben dem Minnesang und der Sangspruchdichtung zu den drei Haupttypen der Lieddichtung des Mittelalters und stellt die Groß- und Prunkgattung der mittelhochdeutschen Lyrik dar. Verwendet wurde er vom Ende des 12. Jahrhunderts bis ins 14. Jahrhundert. Die häufigsten Texte sind uns aus Zeit der höfischen Klassik überliefert, die Hauptzeit dieser Textgattung liegt zwischen 1190 (der erste uns überlieferte Kreuzleich Heinrichs von Rugge) bis um 1350. Doch schon bei Notker wird Leich als Glosse für das lateinische Wort „modus“ (Regel) notiert. Der deutsche Leich ist sowohl in der Sache als auch in der Benennung vom altfranzösischen Lai beeinflusst, aber formal und inhaltlich nicht mit ihm identisch. Typologisch verwandte Formen der mittellateinischen und romanischen Liedkunst sind die Sequenz, der Planh, der Conductus, die Estampie, der Lai und der Descort.
Das Wort Leich begegnet in mittelhochdeutschen Dichtungen sowohl im Sinne von „Instrumentalmusik“ (Gottfried von Straßburg, Tristan) als auch von „Gesangsstück mit Instrumentalbegleitung“ (Ulrich von Liechtenstein).

## Inhalt
Inhaltlich gliedert sich das Repertoire in zwei große Gruppen auf, wobei die erste geistliche Themen und die zweite weltliche Themen behandelt.
Bei den geistlichen Leichs, die nur ein Viertel des überlieferten Bestandes ausmachen, handelt es sich um Loblieder an die Trinität, Christus oder Maria. Meistens sind alle drei Themen miteinander verwoben. Dann haben sie eine vorwiegend usuelle Themenanordnung (Trinität – Maria – Christus – Schlussgebet), teilweise sind sie auf ein Thema spezialisiert. Daneben existieren noch die Kreuz- oder Kreuzzugsleichs, die zur Teilnahme am Kreuzzug aufrufen, um Gott zu dienen. Weiterhin wird auch diskutiert, dass man nicht der Minne und Gott oder dem Kaiser gleichzeitig dienen kann.
Die weltlichen Leichs, die auch Minneleichs genannt werden, behandeln die Themen Minne, wobei die Frauen im Allgemeinen (Frauenpreis) oder eine einzelne Frau in meist besonders kunstvoller Darstellung gelobt werden, und Minneklage, in der über die Nicht-Erhörung durch die Frau geklagt wird.
Die Minneleichs behandeln die Themen zum Teil konventionell, zum Teil zeigen sie Tendenzen zur Generalisierung und Objektivierung, zu gelehrter Allegorese und kompletter Minnelehre.
Einen Sondertypus stellt der Tanzleich dar. In ihm wird nach dem Lob der Frauen abschließend zum Tanz aufgefordert.

## Form
Beim Leich handelt es sich um umfangreiche Dichtungen, die üblicherweise eine Länge von über hundert oft besonders kunstvoll gereimten Versen (der längste bekannte Leich umfasst rund 900 Verse) umfasst. Gegliedert ist der Leich in formal verschiedene Abschnitte (Perikopen), die jeweils wieder unterschiedliche Versgruppen (Versikel) oder Versikelgruppen mit oft reich strukturierter Reimordnung und jeweils eigener Melodie umfassen.
Die Formgesetze der Leichs sind insgesamt noch nicht hinreichend erforscht. Es lassen sich jedoch zwei weithin übliche Grundmuster herausstellen.
Der religiöse Leich wird in Versikel aus jeweils metrisch identischen Hälften gegliedert.
Darstellung einer Versikel: 4-a 5b 4-a 5b // 4-a 5b 4-a 5b A//A
Der Leich bildet eine Folge in sich gedoppelter unterschiedliche Bauglieder dar nach dem Muster AA BB CC ... VV.
Aufgrund der formalen Nähe zur kirchlich-lateinischen Sequenz spricht man vom Sequenz-Typ.
Kennzeichnend für den Minneleich ist hingegen die sehr straffe formale Disposition in zwei je dreigeteilte Teile aus nur fünf mit einer Ausnahme mehrfach auftretenden paarigen Versikeln:
| 1. Teil: | Vers 1–14  | AB   | 2. Teil: | Vers 67–98   | CADE |
|          | Vers 15–38 | AABB |          | Vers 99–126  | DADE |
|          | Vers 39–66 | AABB |          | Vers 127–138 | DA   |

Dieser Typ, bei dem einzelne Versikelformen rondoartig wiederkehren, wird als Estampie-Typ bezeichnet.

## Überlieferung
Wie sämtliche Lieddichtung sind auch die Leichs vorwiegend in den Sammelhandschriften überliefert, die gegen Ende des 13. bzw. in der ersten Hälfte des 14. Jahrhunderts entstanden sind. Daneben sind einige wenige Autorenhandschriften zu nennen, in denen die möglichst vollständige Sammlung der Texte eines einzelnen Autors niedergeschrieben ist. Des Weiteren findet man auch vereinzelte, manchmal zufällige Aufzeichnung von Leichs in Handschriften mit andersartigen Texttypen, wie etwa den unikal überlieferten Kreuzleich Heinrichs von Rugge in der Benediktbeurer Handschrift N (Clm 4570). Diese Überlieferungsart nennt man Streuüberlieferung.
Erhalten haben sich insgesamt etwa 45 Leichs, ein Viertel davon mit Melodie.
Die ältesten überlieferten Stücke sind der Kreuzleich Heinrichs von Rugge und der Minneleich Ulrichs von Gutenburg. Ein älterer Leich wird Friedrich von Hausen zugeschrieben, auch Hartmann von Aue ist als Leichdichter bezeugt, doch sind uns die Leichdichtungen dieser beiden Autoren nicht überliefert. Ein weiterer Leich findet sich in den Zürcher Liebesbriefen aus der Zeit um 1400.
Es gab unter den Dichtern Leichspezialisten. Hier sind besonders zu nennen: der Tannhäuser, der neben Sangsprüchen und Minneliedern nicht weniger als sechs originelle und schwungvolle Tanzleichs verfasste, Heinrich von Meißen (Frauenlob), der die wohl komplexesten und nahezu umfangreichsten Leichdichtungen hinterließ (ein Marien-, ein Kreuz-, ein Minneleich), und Ulrich von Winterstetten, der neben 40 Minneliedern auch 5 Minneleichs dichtete. Auch Rudolf von Rotenburg kann mit fünf überlieferten Minneleichs zu den Leichspezialisten gezählt werden.
In den meisten Fällen war es jedoch so, dass ein Dichter nur einen einzigen Leich dichtete, wahrscheinlich um zu beweisen, dass er diese Kunst beherrschte, denn der Leich galt als anspruchsvollste Form der Sangversdichtung.